# Zien
Zien, zicht, of visuele waarneming, is het vermogen om kleuren, objecten en relaties waar te nemen in de zichtbare ruimte, met behulp van licht, ogen, hersenen en (oog)motoriek. Wat we zien wordt vastgelegd in een  mentale representatie.
Het deel van de ruimte dat elk oog overziet, zonder een oogbeweging te maken of het hoofd te draaien,  heet monoculair (eenogig) gezichtsveld. Het waarnemen met een oog wordt monoculair zien genoemd. Monoculair zien omvat zowel monoculair dieptezien op basis van bewegingsinformatie (stereopsis), als monoculaire diepteperceptie op basis van hints (cues). 
Er is sprake van binoculair zien (zien met twee ogen tegelijk) als er een wisselwerking is tussen het zien van het linker en van het rechter oog.  Hierdoor is bijvoorbeeld binoculair dieptezien  mogelijk zonder dat de waarnemer beweegt (stereopsis).     

## Werking
Alhazen (Ibn al-Haytham), een Arabische geleerde uit de 11e eeuw,  stelde als eerste dat zien mogelijk is doordat licht op voorwerpen weerkaatst en vervolgens in het oog terechtkomt  waarna in de hersenen waarnemingen ontstaan welke mede het gevolg zijn van activiteiten van de waarnemer, zoals het richten van de ogen.
Licht komt ons oog binnen door het hoornvlies en de lens van het oog. Samen zorgen zij er voor dat er een scherp beeld van de wereld wordt getoond op het netvlies. Net als in een camera worden beelden hierbij omgedraaid: boven wordt onder en andersom. De informatie van het netvlies wordt hierna via elektrische signalen in de oogzenuw naar de rest van de hersenen gestuurd, aan de achterkant van ons hoofd. Informatie die bij elkaar hoort wordt door de hersenen gegroepeerd tot een samenhangend geheel. Waarnemen betekent hier niet dat we met ons bewustzijn (homunculus) naar dit beeld kijken, zien gaat niet om plaatjes. Waarnemen bestaat uit de activiteit en samenwerking van heel veel zenuwcellen in verschillende hersengebieden en systemen (directe perceptie) en is primair gericht op zaken die bijdragen aan het overleven van de soort. Omdat de leefomgeving van verschillende soorten anders is, is het zien ook anders ontwikkeld. Zelfs binnen de soort kunnen er verschillen zijn, denk aan de discussies die kunnen ontstaan over hoe kleuren worden ervaren. 

### Zien gaat niet om plaatjes
Volgens de klassieke en nog steeds populaire voorstelling van zaken bestaat zien uit het afbeelden  van de zichtbare ruimte, eerst op de bodem van ons oog en vervolgen  op verschillende gebieden in onze hersenen, als denkbeeldige plaatjes of een film. Deze voorstelling van zaken kan zinvol zijn om de samenhang van verschillende sensoren en zenuwbanen te beschrijven, maar draagt weinig bij aan het begrip wat waarnemen precies is en waarom en hoe het zich bij de mens en andere dieren heeft ontwikkeld. De klassieke voorstelling vereist bovendien dat er zich in onze hersenen een  klein mannetje (homunculus) bevindt dat naar dit beeld kijkt, hetgeen zeer onwaarschijnlijk is. 

### Directe perceptie
Zien is onderdeel van onze natuurlijke intelligentie waarmee we in staat zijn om in onze natuurlijke omgeving te overleven door voedsel en partners te zoeken, gevaar te vermijden, enz. Zien omvat het hebben en kunnen toepassen van natuurlijke kennis over optische natuurwetten, welke kan zijn vastgelegd in fysieke systemen en processen en wordt verfijnd door leren. Zien ontwikkelt zich door een actieve wisselwerking tussen onze zintuigelijke waarneming (sensorisch systeem) en het systeem waarmee wij ons in de ruimte verplaatsen en met de omgeving interacteren (motorische systeem), tezamen het sensori-motorische systeem genoemd.  De bijbehorende waarneming wordt door James Jerome Gibson directe perceptie genoemd. Directe perceptie is niet te vergelijken met het bekijken van een film, zoals in de klassieke voorstelling van zaken.  

#### Optische stroom
Directe perceptie houdt in dat het dynamische lichtpatroon dat ons via de ogen bereikt niet-variërende elementen (invarianties)  zijn die op een directe manier informatie geven. Bijvoorbeeld, het enige punt in het beeld dat niet beweegt (invariantie) is het punt waar we naartoe bewegen. Op basis van deze informatie kunnen de hersenen direct besluiten bij te sturen als de richting verandert, een "plaatje" van de omgeving is hiervoor niet nodig. Op eenzelfde manier kan de tijd tot een eventuele botsing direct worden waargenomen.

#### Hogere orde invarianten
Plaatjes zijn ook niet nodig om objecten zoals een tomaat te herkennen. Koenderink en van Doorn hebben aangetoond dat het optische stroomveld hogere orde invarianten (vormkenmerken) bevatten die direct naar een bepaald object zoals een tomaat verwijzen.

## Sensatie of perceptie
Sommige waarnemingen zijn heel dwingend en direct. Deze waarnemingen zijn minder gevoelig voor gezichtsbedrog. Dit worden vaak sensaties genoemd. Andere waarnemingen vereisen een interpretatie door de hersenen. Dit worden vaak percepties genoemd. Percepties zijn over het algemeen gevoeliger voor gezichtsbedrog. Soms is het onderscheid niet helemaal helder of worden beide begrippen door elkaar gebruikt. Of dieren percepties hebben kunnen we niet weten, daarom wordt bij dieren meestal alleen de term sensatie gebruikt.